# Râul Paiele
Râul Paiele este un curs de apă, afluent al râului Jorea. 